# Al-Amud
Al-Amud (arab. العمود) – wieś w Syrii, w muhafazie muhafazie Aleppo. W 2004 roku liczyła 339 mieszkańców.